# Hemaka
Hemaka fu un importante funzionario dell'Antico Egitto con i titoli di Cancelliere,  Portatore del sigillo del sovrano del Basso Egitto, come tesoriere del re del Basso Egitto, e Ufficiale di confine durante il regno di Den della I dinastia. Visse intorno al 3100 a.C.

## Sepoltura
Le maggiori testimonianze scritte pervenuteci già dall'ultima fase del Predinastico e prima fase del Protodinastico ci hanno consentito di individuare svariati importanti personaggi, tra cui Hemaka.
La sua tomba di notevoli dimensioni è una mastaba in mattoni crudi che dominava la città di Menfi ed era stata in un primo momento attribuita al sovrano Den per i reperti ritrovati che indicavano questo sovrano.
La sepoltura, situata a Saqqara nord e individuata con il numero S3035,  conteneva ancora alcuni resti di un corredo funerario composto da frammenti di antico papiro in una scatola,  iscrizioni su sigilli, etichette in avorio o legno che recano i nomi di Den, Hemaka, e Ankhka ma anche testi relativi al sovrano Djer. Un sigillo era apposto su una robusta sacca.
Sono stati repertati anche vari vasi in ceramica con l'indicazione delle sostanze che contenevano in origine, vasi globulari in scisto sui quali è riportato il nome di Den,  frammenti di una coppa, un falcetto e vari frammenti rappresentanti un toro e una scimmia
Nel corredo funebre vi erano anche una quarantina di dischetti,  in pietra, avorio, legno, rame e corno, decorati che venivano usati come trottole e fatti ruotare con dei bastoncini per avere una successione di immagini in movimento. Sui dischetti vi sono raffigurati gazzelle, cani e scene di caccia.
Notevole il ritrovamento di un prototipo di stele con nome e titolatura.
La tomba venne scoperta nel 1931 da Cecil Mallaby Firth e dopo vari anni, nel 1936, i lavori ripresero e proseguirono con Walter Bryan Emery.